# Gaio Nummio Costante
Gaio Nummio Costante (in latino Caius Nummio Costante; II secolo d.C. – II secolo d.C.) è stato un militare romano. Servì gli imperatori Traiano e Adriano.

## Vita e ruolo militare
Figlio di Gaio Nummio, apparteneva alla tribù Falerna.
Fu centurione della II Legio Traiana e III Legio Augusta stanziata in Cirenaica per la rivolta durante la seconda guerra giudaica e, in seguito, passò alla VII Legio Claudia.
Tornato a Roma dalle colonie, ebbe l’incarico di compilare atti forensi ma, da questo ufficio, fu nuovamente chiamato nell’esercito per far parte della terza guardia pretoriana e in seguito della decima coorte urbana.
Distintosi nella campagna contro i Parti, l’Imperatore Traiano gli conferì importanti onorificenze quali collane (torques), bracciali (armillae) e borchie ornamentali (phalerae), mentre per la guerra contro gli Ebrei, insorti in Cirenaica (131-133 d.C.), ricevette dall’Imperatore Adriano la corona d’oro, il premio più ambito dagli ufficiali.

## Sepoltura
Secondo lo storico napoletano Marco Antonio Syrleto, nel suo manoscritto andato perduto Platea, e anche secondo storici suoi conterranei come Raffaele Galiero e Peppe Barleri, il centurione romano venne sepolto a Calvizzano, nei pressi del terreno su cui nel X secolo venne eretta la chiesa calvizzanese di San Giacomo Apostolo Maggiore.
Secondo il Syrleto, il sepolcro presentava una base di piperno e marmo, con al centro una colonnetta su cui era posta l'urna con le ceneri del militare romano. Sopra l'urna, infine, era posta una pietra, a forma di piramide, a tenerla chiusa e piombata. Questo sepolcro, però, è andato distrutto nel 1623, a causa dell'attività dei tombaroli.
Giovanni Vignoli riporta un'epigrafe, nella sua Dissertazione sulla Colonna Antonina, presente proprio sulla tomba andata perduta di Gaio Nummio, tradotta poi da Raffaele Galiero:
CONSTANTI P. P.
LEG. II TRAIANE.
CENTVRION II LEG. III
CYRENEICAE. ET VII. CLA.
EVOCATO. IN. FORO. AB ACRIS.
MILITI COH. III PRAET.
II. X. VRB. DONIS DONATO AB 
IMP. TRAIANO. TORQVIBVS
ARMILLIS. PHALERIS. OB
BELLUM. PARTHICUM III M. AB
IMP. HADRIANO. CORONA.
AVRA. TORQVIBVS. ARMILLIS.
PHALERIS. OB. BELLUM. IVDAICVM.
HAEREDES. EX. TESTAMENTO.»
Giovanni Vignoli indica erroneamente il luogo di sepoltura "in oppido Duratiani, ante S. Jacobi aedem", ovvero a Durazzano, in provincia di Benevento, ove è ugualmente presente una Chiesa dedicata a San Giacomo. La presenza del sepolcro a Calvizzano è confermata anche da Theodor Mommsen, nel suo Corpus Inscriptionum Latinarum, nel volume X - Inscriptiones Bruttiorum, Lucaniae, Campaniae, Siciliae, Sardiniae.